# Маяк Берри-Хед
Маяк Берри Хед (англ. Berry Head Lighthouse) — маяк, расположенный недалеко от Бриксема (Brixham) в графстве Девон, Великобритания.
Маяк на краю мыса был построен в 1906 году. Он был автоматизирован и преобразован для работы на ацетилене в 1921 году. Позже маяк был модернизирован (в 1994 году) для работы от электричества. Свет маяка виден на расстоянии 19 морских миль (35 км). Башня производит двойную белую вспышку каждые 15 секунд.
Маяк Берри Хед, по общему мнению, один из самых низких маяков в Великобритании по высоте башни (всего 5 метров), но и один из самых высоких, потому что расположен на высоте 58 метров над уровнем моря.